# Meillers
Meillers ist eine  französische Gemeinde mit 128 Einwohnern (Stand 1. Januar 2022) im Département Allier in der Region Auvergne-Rhône-Alpes. Sie ist Teil des Arrondissements Moulins und des Kantons Souvigny.

## Geographie
Die Gemeinde liegt auf etwa 350 m Meereshöhe zwischen dem acht Kilometer entfernten Souvigny im Osten und dem sechs Kilometer entfernten Saint-Hilaire im Westen, am rechten Ufer des Flusses Ours, der hier einen kleinen See bildet.

## Bevölkerungsentwicklung
| Jahr                       | 1962 | 1968 | 1975 | 1982 | 1990 | 1999 | 2007 | 2016 | 2019 |
| Einwohner                  | 267  | 309  | 240  | 225  | 173  | 169  | 159  | 141  | 129  |
| Quellen: Cassini und INSEE |      |      |      |      |      |      |      |      |      |

## Sehenswürdigkeiten
- Kirche Saint-Julien, romanisch (1180–1248 erbaut) im typischen auvergnatischen Stil, dreischiffig, Haupt- und Seitenschiffe, Chor und Turm romanisch, nördliches Querhaus gotisch (15. Jahrhundert), 2 Kapellen des 19. Jahrhunderts im Süden, Westportal mit Trympanon (Jesus Christus in einer von zwei Engeln gehaltenen Mandorla) und figürlichem Schmuck (10 Apostel – Judas Iskariot und Thomas fehlen; Kapitelle mit musizierenden Tieren), im Innern mit grotesken Figuren verzierte Kapitelle, eine „Schwarze Madonna“ aus der Erbauungszeit und eine steinerne Madonna von 1687. Die Kirche ist als Monument historique klassifiziert.[1]

|  |  |